# Saison 5 de La Vie secrète d'une ado ordinaire
Chronologie
Saison 4
Cet article présente le guide des épisodes de la cinquième saison de la série télévisée La Vie secrète d'une ado ordinaire (The Secret Life of the American Teenager).

## Généralités
- Le 2 février 2012, ABC Family a renouvelé la série pour une cinquième saison[1] dont la diffusion a débuté le 11 juin 2012, immédiatement après la finale de la quatrième saison.
- Au Canada, la saison est diffusée en simultané sur ABC Spark.
- Après 11 épisodes, la série prend une pause, suivi d'un épisode spécial en novembre 2012, puis les 12 épisodes restants à partir de la fin mars. Ce sera la dernière saison[2].
- Cette saison est inédite dans les pays francophones.

## Distribution

### Acteurs principaux
- Shailene Woodley (VF : Jessica Monceau) : Amy Juergens
- Daren Kagasoff (VF : Alexis Tomassian) : Richard « Ricky » Underwood
- Greg Finley (VF : Fabrice Fara) : Jack Pappas
- Ken Baumann (VF : Thomas Sagols) : Benjamin « Ben » Boykewich
- Megan Park (VF : Karine Foviau) : Grace Kathleen Bowman
- Francia Raisa (VF : Marie Tirmont) : Adriana « Adrian » Lee
- Michael Grant (VF : Arthur Pestel) : Ethan[3] (à partir de l'épisode 3)
- Cierra Ramirez : Kathy[3] (à partir de l'épisode 3)
- Steve Schirripa (VF : Gérard Surugue) : Leo Boykewich

### Acteurs récurrents
- Mark Derwin (en) (VF : Pascal Germain) : George Juergens
- Josie Bissett (VF : Isabelle Maudet) : Kathleen Bowman
- Molly Ringwald (VF : Juliette Degenne) : Anne Juergens
- India Eisley (VF : Camille Donda) : Ashley Juergens
- Hudson Thames : Brian[4]
- Diane Farr : Willadean[5]
- Beverley Mitchell (VF : Sylvie Jacob) : Kaitlin O'Malley[5]
- Kathy Kinney : Bunny[5]

### Invités
- Chaz Bono : lui-même[5] (épisode 13)
- Danica McKellar : elle-même[5] (épisode 19)

## Épisodes

### Épisode 1: titre français inconnu (To Begin With...)
- États-Unis : 11 juin 2012 sur ABC Family
- France : sur Canal+ Family
- Québec : sur VRAK.TV

- États-Unis : 1,67 million de téléspectateurs[6]

- Anne Ramsay (Nora)
- Beverley Mitchell (Kaitlin O'Malley)
- Philip Anthony-Rodriguez (Ruben Enriquez)
- India Eisley (Ashley Juergens)
- Allen Evangelista (Henry Miller)
- Tricia O'Kelley (Camille)
- Jared Kusnitz (Toby)
- Ana Lucasey (Dylan)
- Jordan Fisher (Jacob)
- Luke Zimmerman (Tom Bowman)
- Mark Derwin (George Juergens)
- Josie Bissett (Kathleen Bowman)
- Molly Ringwald (Anne Juergens)

### Épisode 2: titre français inconnu (Shotgun)
- États-Unis : 18 juin 2012 sur ABC Family

- États-Unis : 1,68 million de téléspectateurs[7]

- Anne Ramsay (Nora)
- Philip Anthony-Rodriguez (Ruben Enriquez)
- India Eisley (Ashley Juergens)
- L. Scott Caldwell (Margaret)
- Jared Kusnitz (Toby)
- Ana Lucasey (Dylan)
- Mindy Cohn (Dylan's Mom)
- Larry Clarke (Dylan's Dad)
- Christian Serratos (Raven)
- Michael Grant (Ethan)
- Jordan Fisher (Jacob)
- Luke Zimmerman (Tom Bowman)
- Mark Derwin (George Juergens)
- Molly Ringwald (Anne Juergens)

### Épisode 3: titre français inconnu (I Do and I Don't)
- États-Unis : 25 juin 2012 sur ABC Family

- États-Unis : 1,56 million de téléspectateurs[8]

- Anne Ramsay (Nora)
- Beverley Mitchell (Kaitlin O'Malley)
- Philip Anthony-Rodriguez (Ruben Enriquez)
- India Eisley (Ashley Juergens)
- L. Scott Caldwell (Margaret)
- Paola Turbay (Cindy Lee)
- Renee Olstead (Madison Cooperstein)
- Camille Winbush (Lauren Treacy)
- Allen Evangelista (Henry Miller)
- Amy Rider (Alice Valko)
- Leslie Jordan
- Brando Eaton (Griffin)
- Ana Lucasey (Dylan)
- Christian Serratos (Raven)
- Katelyn Tarver (Mercedes)
- Valerie Tian (Wendy)
- Jared Kusnitz (Toby)
- DeVaughn Nixon (Omar)
- John Lacy
- Christopher Michael (Coach)
- Luke Zimmerman (Tom Bowman)
- Alice Hirson (Mimsy)
- Kathy Kinney (Bunny)
- Mark Derwin (George Juergens)
- Josie Bissett (Kathleen Bowman)
- Molly Ringwald (Anne Juergens)

### Épisode 4: titre français inconnu (Lies and Byes)
- États-Unis : 9 juillet 2012 sur ABC Family

- États-Unis : 1,25 million de téléspectateurs[9]

- Anne Ramsay (Nora)
- Beverley Mitchell (Kaitlin O'Malley)
- Philip Anthony-Rodriguez (Ruben Enriquez)
- L. Scott Caldwell (Margaret)
- Renee Olstead (Madison Cooperstein)
- Camille Winbush (Lauren Treacy)
- Jared Kusnitz (Toby)
- Haylie Duff
- Tricia O'Kelley (Camille)
- DeVaughn Nixon (Omar)
- Ana Lucasey (Dylan)
- Christian Serratos (Raven)
- Katelyn Tarver (Mercedes)
- Brian George (Shakur)
- John Lacy
- Christopher Michael (Coach)
- Mark Derwin (George Juergens)
- Josie Bissett (Kathleen Bowman)
- Molly Ringwald (Anne Juergens)

### Épisode 5: titre français inconnu (Past History)
- États-Unis : 16 juillet 2012 sur ABC Family

- États-Unis : 1,254 million de téléspectateurs[10]

- Anne Ramsay (Nora)
- Renee Olstead (Madison Cooperstein)
- Camille Winbush (Lauren Treacy)
- Amy Rider (Alice Valko)
- L. Scott Caldwell (Margaret)
- Grant Harvey (Grant)
- Ana Lucasey (Dylan)
- Christian Serratos (Raven)
- Katelyn Tarver (Mercedes)
- Marlene Forte
- John Lacy
- Marielle Jaffe (Clementine)
- Christopher Michael (Coach)
- Mark Derwin (George Juergens)
- Josie Bissett (Kathleen Bowman)

### Épisode 6: titre français inconnu (Holy Rollers)
- États-Unis : 23 juillet 2012 sur ABC Family

- États-Unis : 1,52 million de téléspectateurs[11]

- Lorraine Toussaint
- Renee Olstead (Madison Cooperstein)
- Allen Evangelista (Henry Miller)
- Amy Rider (Alice Valko)
- L. Scott Caldwell (Margaret)
- Larry Clarke (Dylan's Dad)
- Mindy Cohn (Dylan's Mom)
- Ana Lucasey (Dylan)
- DeVaughn Nixon (Omar)
- Tom Virtue (Reverend Stone)
- Brian George (Shakur)
- Luke Zimmerman (Tom Bowman)
- Mark Derwin (George Juergens)
- Josie Bissett (Kathleen Bowman)

### Épisode 7: titre français inconnu (Girlfriends)
- États-Unis : 30 juillet 2012 sur ABC Family

- États-Unis : 1,13 million de téléspectateurs[12]

- Anne Ramsay (Nora)
- Beverley Mitchell (Kaitlin O'Malley)
- Camille Winbush (Lauren Treacy)
- Allen Evangelista (Henry Miller)
- Amy Rider (Alice Valko)
- Tricia O'Kelley (Camille)
- Larry Clarke (Dylan's Dad)
- Mindy Cohn (Dylan's Mom)
- Ana Lucasey (Dylan)
- DeVaughn Nixon (Omar)
- Marlene Forte
- Marielle Jaffe (Clementine)
- Chelsea Ricketts (Jody)
- Abbie Cobb (Francine)

### Épisode 8: titre français inconnu (Setting Things Straight)
- États-Unis : 6 août 2012 sur ABC Family

- États-Unis : 1,1 million de téléspectateurs[13]

### Épisode 9: titre français inconnu (Property Not For Sale)
106
 
- États-Unis : 13 août 2012 sur ABC Family

- États-Unis : 1,06 million de téléspectateurs[14]

### Épisode 10: titre français inconnu (Regrets)
- États-Unis : 20 août 2012 sur ABC Family

- États-Unis : 1,41 million de téléspectateurs[15]

### Épisode 11: titre français inconnu (Half Over)
- États-Unis : 27 août 2012 sur ABC Family

- États-Unis : 1,55 million de téléspectateurs[16]

- Anne Ramsay
- Elaine Kagan
- Renee Olstead
- Camille Winbush
- Allen Evangelista
- Amy Rider
- L. Scott Caldwell
- Kristin Bauer van Straten
- DeVaughn Nixon
- Ana Lucasey
- Tricia O'Kelley
- Marielle Jaffe
- Ben Weber
- Coby Ryan McLaughlin
- Tessie Santiago
- Tom Virtue
- Luke Zimmerman
- Natalie Dreyfuss
- Diane Farr
- Kathy Kinney
- Jennifer Coolidge
- Mark Derwin
- Josie Bissett
- Molly Ringwald

### Épisode 12: titre français inconnu (Hedy’s Happy Holiday House)
- États-Unis : 19 novembre 2012 sur ABC Family

- États-Unis : 1,59 million de téléspectateurs[17]

- Anne Ramsay
- Renee Olstead
- Camille Winbush
- Allen Evangelista
- Amy Rider
- Tricia O'Kelley
- DeVaughn Nixon
- Marielle Jaffe
- Coby Ryan McLaughlin
- Tessie Santiago
- Natalie Dreyfuss
- Ryan Sypek
- Luke Zimmerman
- Alice Hirson
- Mark Derwin
- Josie Bissett
- Molly Ringwald

### Épisode 13: À chacun (To Each Her Own)
- États-Unis : 18 mars 2013 sur ABC Family[18]

- États-Unis : 1,33 million de téléspectateurs[19]

- Chaz Bono (lui-même)
- Anne Ramsay
- L. Scott Caldwell
- DeVaughn Nixon
- Tricia O'Kelley
- Marielle Jaffe
- Ben Weber
- Natalie Dreyfuss
- Diane Farr
- Mark Derwin
- Josie Bissett
- Molly Ringwald

### Épisode 14: c'est un miracle (It's a Miracle)
- États-Unis : 25 mars 2013 sur ABC Family

- États-Unis : 1,186 million de téléspectateurs[20]

### Épisode 15: Délié le nœud (Untying the Knot)
- États-Unis : 1er avril 2013 sur ABC Family

- États-Unis : 1 million de téléspectateurs[21]

### Épisode 16: Brillant et neuf (Shiny and New)
- États-Unis : 8 avril 2013 sur ABC Family

- États-Unis : 900 000 téléspectateurs[22]

### Épisode 17: titre français inconnu (Fraid So)
- États-Unis : 15 avril 2013 sur ABC Family

- États-Unis : 1,035 million de téléspectateurs[23]

### Épisode 18: de l'argent pour rien (Money for Nothing)
- États-Unis : 22 avril 2013 sur ABC Family

- États-Unis : 1,03 million de téléspectateurs[24]

### Épisode 19: ingérence (Interference)
- États-Unis : 29 avril 2013 sur ABC Family

- États-Unis : 882 000 téléspectateurs[25]

- Danica McKellar (elle-même)

### Épisode 20 :premier et dernier (First and Last)
- États-Unis : 6 mai 2013 sur ABC Family

- États-Unis : 886 000 téléspectateurs[26]

### Épisode 21: Toutes mes sœurs avec moi (All My Sisters With Me)
- États-Unis : 13 mai 2013 sur ABC Family

- États-Unis : 886 000 téléspectateurs[27]

### Épisode 22: Quand de mauvaises choses arrivent à de mauvaises personnes (When Bad Things Happen to Bad People)
- États-Unis : 20 mai 2013 sur ABC Family

- États-Unis : 988 000 téléspectateurs[28]

### Épisode 23: Pris dans un piége (Caught in a Trap)
- États-Unis : 27 mai 2013 sur ABC Family

- États-Unis : 847 000 téléspectateurs[29]

### Épisode 24: Merci et au revoir (Thank You And Goodbye)
- États-Unis : 3 juin 2013 sur ABC Family

- États-Unis : 1,5 million de téléspectateurs[30]